# Río Jequetepeque
Der Río Jequetepeque ist ein 160 km langer Zufluss des Pazifischen Ozeans im Nordwesten von Peru in den Regionen Cajamarca und La Libertad.

## Flusslauf
Der Río Jequetepeque entspringt am Fuße des Cerro Agopití in der peruanischen Westkordillere, 25 km südöstlich der Stadt Cajamarca auf einer Höhe von etwa 3800 m. Er fließt anfangs 80 km in westnordwestlicher Richtung durch das Gebirge, bevor er sich kurz nach Südwesten wendet und schließlich bis zum Meer in überwiegend westlicher Richtung strömt. Die Nationalstraße 8 (Cajamarca–Ciudad de Dios) führt entlang dem Flusslauf. Der Fluss passiert die Orte Magdalena, Chilete und Tembladera. 10 km unterhalb von Chilete mündet der Río Puclush  von Norden kommend in den Río Jequetepeque. Bei Flusskilometer 50 wird der Río Jequetepeque von der Talsperre Gallito Ciego (⊙) auf einer Länge von etwa 9 Kilometern aufgestaut. Die Talsperre dient der Bewässerung von 42.700 ha entlang dem Unterlauf des Flusses, der Abflussregulierung sowie der Energiegewinnung. Bei Flusskilometer 30 befindet sich ein Wehr (⊙), an welchem zwei größere Bewässerungskanäle nach Norden abzweigen. Weitere kleinere Bewässerungskanäle zweigen weiter flussabwärts nach Norden und Süden ab. Der Río Jequetepeque mündet schließlich 7 km nördlich der Küstenstadt Pacasmayo in den Pazifik. Im Ober- und Mittellauf trägt der Fluss abschnittsweise die alternativen Bezeichnungen Río Huacraruco, Río San Juan, Río Magdalena und Río Chilete.

## Hydrologie
Das Einzugsgebiet umfasst eine Fläche von 4372 km². Es grenzt im Norden an das des Río Chamán, im Süden an das des Río Chicama. Der Fluss führt während der niederschlagsarmen Zeit im Gebirge (von Juni bis September) sehr wenig Wasser. Dagegen führt er während der Regenzeit (Januar bis April) etwa 75 Prozent der Jahresabflussmenge. Insbesondere in Jahren, in denen das Klimaphänomen El Niño auftritt, kommt es im Einzugsgebiet des Flusses zu Starkregenereignissen. Aufgrund einer übermäßigen Abholzung an den Hängen des Flussoberlaufs Ende des 20. Jahrhunderts führt der Río Jequetepeque eine besonders große Sedimentfracht, die sich zum Teil im Stausee absetzt und allmählich zu dessen Verschlammung führt.

## Geschichte
Im Bereich des Jequetepequetals wurde eine Ahnenkultstätte aus der Kultur der Wari gefunden. Sie wurde auf das 9.–10. Jahrhundert datiert.